# 古埃及神灵

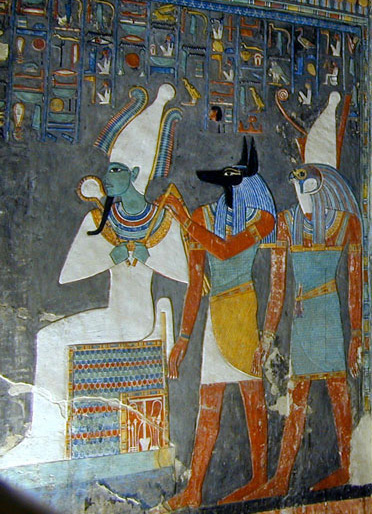
歐西里斯、阿努比斯與荷魯斯

古埃及神祇是指古埃及人所崇拜的神灵。古埃及宗教形成于史前时期，其核心正是与这些神灵相关的信仰和仪式。 古埃及神灵代表着自然力量和现象，古埃及人通过供奉牺牲和举办仪式来侍奉、取悦神灵，以求各种自然力量能继续根据马阿特（即神的秩序）运作。约公元前3100年，埃及建立，此后，祭祀的举行便由法老控制，他自称是神的代表并管理举行仪式的神庙。
神灵复杂的特点都表现在神话和各位神灵间错综复杂的关系——神灵之间有着各式亲缘关系，所处体系松散，等级划分并不严格，不同神灵有时还被归为一位。 神在艺术作品中的各种形象（动物、人类、物品或不同形象的组合）也通过象征暗示了他们的本质特征。
在不同时代的信仰中，地位最高的神灵并不相同，可以是太阳神拉，神秘的阿蒙，也可以是母亲女神伊西斯。最高神通常有创世之功，并拥有太阳的赋予生命的力量。通过研究古埃及文字记载等资料，一些学者认为，古埃及人渐渐认为万事万物和一切神灵背后都是一个统一的神力。然而，他们从未放弃他们原有的多神论世界观，可能的例外是公元前14世纪的阿肯那顿改革时代，当时的官方宗教将太阳神阿顿设为唯一的崇拜对象。
神被认为是无处不在的，并能影响自然事件和人的生命历程。人们在寺庙和非官方的祭坛与其交流，既可以是个人为私人原因祈祷，也可以是国家为达到更大的目标而祭祀。古埃及人祈求神圣的帮助，用仪式请神灵采取行动，并呼吁他们给予意见。人类与神灵的关系是古埃及社会的一个基本组成部分。

## 神的定义
古埃及传统中有一些很可能是神灵的事物，但是很难去识别。古埃及文字列举出了许多神灵的名字；这些神灵的特性都是未知且模糊的；然而，这些名字也是一些未经提及的神灵存在的间接参考。埃及学家James P.Allen估计，古埃及文字提到了1400名神祇的名字，然而他的同事Christian Letiz却宣称有“成千上万的”神祇。
埃及语中对这些事物的称呼是ntr（神），ntrt（女神）。研究者们尝试应用语源学分辨这些神祇最初的特性，但是并没有研究结果得到广泛接受，这些次的源头也仍然模糊不清。这些被当作形意符号使用的象形文字和书写文字时用到的偏旁也向人们展示了一些古埃及和神相连接的线索。最普遍的一个标志就是一面从一点升起的旗帜。贯穿整个埃及历史，相似的物品都摆放在神庙的入口用来彰示神的存在。“女神”也可以用蛋作为偏旁，这样一来就把女神和创造与生育联系起来；或者用眼镜蛇作为偏旁，因为眼镜蛇多用来描述女性形象。
埃及人会区分ntrw（神）和rmt（人）；但是埃及语中神和人的定义和今天的并不是完全相同。在埃及语中，ntr（神）可能指所有存在于日常生活之外的事物。已故之人可能被看作ntr，因为他们就像神一样；但是这个词不怎么用来形容埃及的另一种次要的超自然生物，也就是现代学者称为恶魔的东西。埃及的宗教艺术会人格化地点，物品，和概念。这些人格化的事物可以是再神话和仪式中重要的神祇，也可以是模糊不清的事物。
面对模糊不清的定义，学者们提出了不同的“神”的定义。由Jan Assmann提出的定义最被广泛接受 - 神祇拥有教派，是宇宙的一个侧面，并且在神话或是其它一些手写文献中加以描述。Dimitri  Meeks提出的定义略有不同；ntr指的就是任何仪式的聚焦中心。根据这个定义，神也包括法老，因为在法老的加冕礼中，法老被称为神。

## 起源
古埃及对神灵最早的书面记录出自早王朝时期（公元前3100-前2686年）。 可见，关于这些神灵的信仰开始于此前的前王朝时期（公元3100年之前）且根植于原始宗教。前王朝时期的艺术作品描绘了各种各样的动物和人类形象。 其中一些绘画，例如对星星和牲畜的描绘，令人联想到之后古埃及宗教的一些重要内容，但大多数情况下，并没有足够的证据证明这些绘画与神灵有关。随着古埃及社会愈加复杂，逐渐出现了更加明显的宗教活动的迹象。 已知的最早的神庙出现于前王朝时期的最后几个世纪， 同时出现的还有那些与神灵图腾类似的绘画：代表荷鲁斯与其他几位神灵的隼，代表涅伊特的交叉的箭， 还有代表赛特的神秘动物。

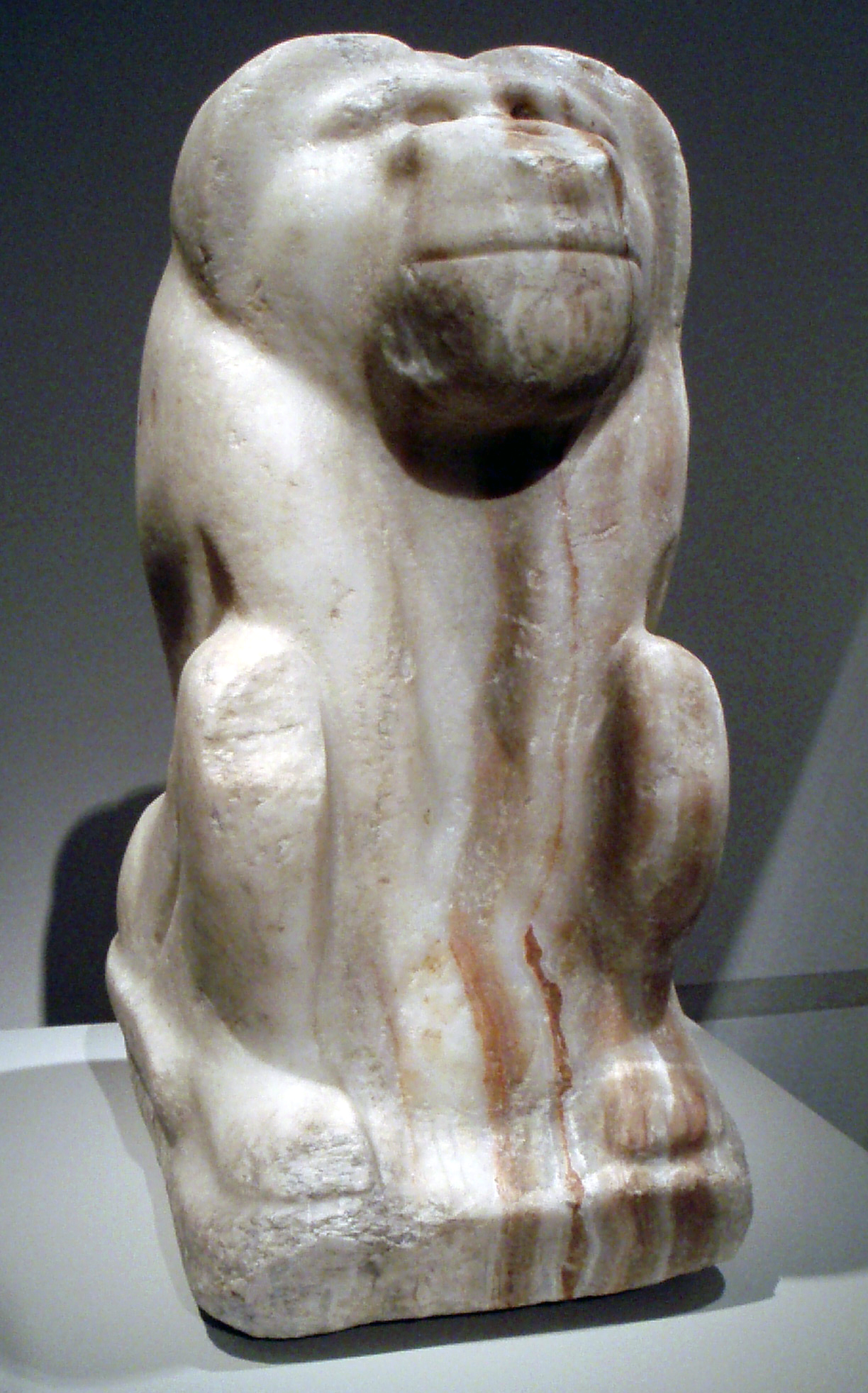
古埃及前王朝晚期的雕像：狒狒神Hedj-Wer

许多埃及学家和人类学家都提出了各自的理论来探讨神灵在这些早期阶段的演变。 以古斯塔夫·热基耶（Gustave Jéquier）为例，他认为古埃及宗教最先是原始的拜物教，然后人们开始崇拜动物形态的神灵，最后才发展为崇拜人形的神灵，亨利·法兰克福（Henri Frankfort）则认为，人们应该一开始就将神灵设想为人的形象。 一些理论现已被视为过于简单化， 而更新的理论则难以找到证据支持，比如齐格弗里德·莫伦兹（Siegfried Morenz）的假说——当人类开始将自己与所处环境区分开来，并开始将环境人格化时，就开始塑造神灵。

## 神祇的特点
现代关于埃及神明信仰的知识大多数都来自于由国家的书吏和祭司所书写的宗教文献。这些人都是古埃及的社会精英。他们与普罗大众严重割裂，埃及的平民也普遍都是文盲。对于平民是否理解这些精英发展的复杂的观点，我们所知甚少。平民对神灵的理解可能和祭司不同。例如，他们可能会把字面意义上某些神的宗教符号和神的行为误以为真。但是，总的来说，我们所知的一小部分就是 - 普遍的宗教信仰和精英习俗是连贯的，它们形成了一个庞大的，相融的神明体系。

### 神祇的角色
大多数的埃及神都代表自然或是社会现象。当这些现象发生时，神就出现在那些现象中 - 在物质世界中出现。他们出现时的现象有物理现象，也可以是抽象的概念或力量。舒（埃及神祇）代表着全世界的空气；麦里特塞盖尔女神监视着Theban Necropolis有限的土地面积；Sia神就是感知的人格化。主要的神通常代表多种现象。例如，库努牡神就是尼罗河中部象岛（埃及）的神；因为为埃及带来尼罗河定期泛滥而被称颂；或许是因为他给予生命（发展农业）的突出贡献，他也被说成是所有生物的创造者，在制作陶器的转盘上创造了万物。神也可以分享能力；拉（埃及神祇），亚图姆，凯布利，荷鲁斯和其他神都是太阳神。除了他们相异的功能，大多数神都有一个共同的目标：维系马亚特；马阿特是埃及宗教的整体秩序和中心原则，马阿特也被人格化为一个女神。但是一些神会干扰马阿特。例如，阿佩普就是混沌的力量，塞特就是一个即可以与混沌斗争也可以巩固混沌势力的神。
并不是所有的事物现象都会被人格化为神。尽管有很多神都和尼罗河有关系，但是并没有神想拉人格化太阳一样人格化尼罗河。一切短期现象，像是彩虹或日食，也没有人格化的神。
每个神扮演的角色十分灵活，每个神也可以扩展自己的职能到新的领域。所以，神的角色难以区分和定义。除了灵活性，神的能力有限，并且有势力范围。甚至创造神也不能超越他自己创造的宇宙的边界；伊西丝，被认为是神中最聪慧的一员也不是，全知的。然而，Richard H.Wilkinson认为后王国时期的文献说明对阿蒙神的信仰已经把阿蒙视为全知全在的存在，并且以一种超越他神的方式超越世界的限制。
领地最局限，最细分的神现在通常叫做“小神(minor divinity)“或是“恶魔(demon)”尽管对于这两个词并没有明确的定义。一些恶魔守卫特定的地方，特别是死者之域冥界(埃及)。其他恶魔则在人类世界和杜阿特之间游荡，要么充当更大的神的仆人或是信使，要么称为造成人间不幸的游魂。恶魔在神中的阶级地位并不固定。保护神贝斯（埃及神祇）和塔沃里特最初的形象与恶魔相似，但是长时间过后他们被赋予了重要的作用。杜阿特最可怕的事物对人来说同样危险恶心。在漫长的埃及历史中，他们被认为是神的社会底层成员，代表者慷慨的，创造生命的主神的反面。然而即使是最受人尊敬的神有时也会向人类寻仇 - 这就是他们恶魔的一面，这也模糊了神与恶魔之间的界限。

### 神祇的行为
神祇的行为被认为是执掌自然。除了少数几个干扰秩序的神祇以外，神祇的举止都是为了维护'马阿特'，创造并供养万物。埃及人被他们的力量称为'巴'，通常被翻译成'魔法'。'巴'是创造神最初用来创造世界和众神所使用的力量。
神祇在现世的举动在赞美诗和墓葬里的文字上被描述，赞美。然而，埃及神话总是把神祇的举动安排在模糊的过去，在那时，神祇降临地球，直接和人类互动。神祇过去的举止为现世的举止建立了模式；这些事件都是呈周期性发生的。例如，每一位新法老的即位，都是在重演荷鲁斯继承他的父亲奥西里斯的王座。
神话都是对众神举动的隐喻，而这些举动无法被人类所完全理解。这些神话可能又互相矛盾的方面，都在表达对神祇的一个举动的不同解读；神话中的矛盾之处是埃及人的宗教信仰拥有多个侧面的一个表现。正如Henri Frankfort所说，”理解神祇的多种方式“。
在神话中，神祇表现得更像人类。他们有情感，他们可以吃饭，睡觉，战斗，哭泣，生病，死亡。有些神祇拥有独特的性格。'塞特'极富侵略性，书写和知识之神'托特'则喜欢长篇大论。然而，比起有血有肉的角色，这些神祇还是更加符号化。不同版本的神话可以描写代表同一符号的许多神祇。就像在'拉之眼'中所写，太阳神的女性象征由许多女神代表。神祇在神话中的行为并不是连贯的，他们的想法和冬季也很少被提及。大多数神话都缺少塑造完美的角色和情节，因为它们的象征意义比起复杂的故事来说更加重要。
神祇的第一个举动就是创造宇宙，这在许多创世神话中都有提及 - 创造神不同，但是都创造了宇宙。八神团代表这创造之前的混沌，它们生下了太阳神，随后太阳神为新世界带来了秩序。普塔赫代表思想和创造力，通过想象和言语使万物有形；阿图姆用自己身体的材料创造万物；阿蒙则创造了其他创造神。不同版本的创世神话并未看作互相矛盾，每一个神话都对一个复杂的过程进行了不同方面的讲述 - 有秩序的宇宙和许多神祇都是自未分化的混沌中演变过来的。创世之后的时间段就是一系列的神祇作为法老统治埃及的神话。神祇们同混沌斗争，和同僚斗争；之后，神祇们退出人类世界，并且指认法老来替他们统治领土。
神话中却反复出现的主题就是神祇们为维护马阿特所作出的努力。从创世之初他们就一直在和混沌战斗。'拉'和'阿波斐斯'每晚都会战斗。另一个主题就是神祇的死亡和重生。一个最明显的例子就是'奥西里斯之死'，奥西里斯在死后成为了杜阿特的统治者。太阳神在他一天的旅行中也会逐渐变老，在夜晚从杜阿特降落，然后在黎明作为年轻的孩子重新升起；在这一过程中，他和'努恩'接触。神祇并不是不死的，相反，他们周期性地死亡和重生，然后更新整个世界。但是这个循环可能会被混沌干扰。一些很难理解的埃及文献甚至提出了命中注定的毁灭 - 也就是说，创造神有一天会将世界变为无序，只留下他自己和奥西里斯在原始混沌之中。

### 神祇的方位
神祇和宇宙中特定的地区有联系。在埃及传统中，世界包括地面，天空，和杜阿特。在世界周围的是自创世之前就存在的无形的黑暗。神祇们大都居住在天空，有些神的角色和宇宙中其它地方有联系，所以他们住在其他地方。神话中的大多数事件，在神祇们撤出人类世界之前，大都发生在地面上。神祇们有时也和天上的神祇互动。相反的，杜阿特则被看作是遥远的，不可到达的地方，住在那里的神祇很难和其他神祇沟通。在宇宙之外的地方同样不可到达，有些神祇就住在那里；这些神祇有的充满敌意，有的则对其他神祇和世界的秩序有益。
神话故事之后的时代，大多数的神祇要么在天上，要么在世界中无形地存在着。神庙就是他们和人类主要的沟通方式。人们相信，神祇们每天都会从他们的天空领土来到他们在人世间的家 - 神庙。他们寄宿在偶像中（偶像是描绘神的雕塑，人们通过它们在仪式中和神祇交流）。在不同的领土之间的移动，通常被说成在天空和地面之间的移动。神庙是埃及的城市焦点，所以在这个城市主庙就是这座城市和周围区域的保护神(Patron Deity)。神祇在地面上的影响力范围主要集中在他们寄宿的城镇和区域。许多神祇拥有多个崇拜中心；他们可以在新的城市定居，这样一来，他们的影响力范围就会扩大。因此，一个神祇的主要崇拜中心不必要是这位神祇的起源地。一座城市的政治影响力也可以影响这座城市保护神的重要性。在中王国时期（公元前2055-1650年），当来自底比斯 (埃及)的国王掌握政权，他们就就把底比斯的保护神 - 首先是战神'蒙图'，然后是'阿蒙' - 的地位提升到国家级。

### 名字和别称
在埃及信仰中，名字代表着其所指代事物的本质。所以说，埃及神祇的名字通常就指代他们的角色或是起源。例如，掠夺女神塞赫麦特的名字意为“强大者”，神秘的神祇阿蒙的名字意为“隐藏者”，奈赫贝特（nekhbet）神的崇拜中心是尼可布（nekheb），其名字意味“尼可布的女人”。其他许多名字没有明确的意义，甚至拥有这些名字的神祇都仅仅只拥有一个角色。例如，天空神努特和地神盖布的名字就不是埃及语的'天空'和'地面'。

### 关系
埃及神祇之间的关系复杂且多变。一个神祇和其他神祇之间的交流与互动定义了神祇的角色。所以说，伊西斯，荷鲁斯的母亲兼守护者，就是一名国王的治疗神和保护神。神话就是靠着这些关系作为基础建立的。
家庭关系是神祇之间的一种常见关系。神祇经常男女成对出现。当神祇组成了一个家庭，一个父亲，一个母亲，一个孩子，这就代表新生命的诞生和子承父业。这个关系也将神祇家庭和皇家继承联系起来。奥西里斯，伊西斯，荷鲁斯组成了这样一个典型家庭。他们组成的家庭模式一时非常盛行，所以许多在本地崇拜中心的神祇们也纷纷组建了家庭。就像孟菲斯的普塔赫，塞赫曼特，和他们的孩子奈夫图（Nefertum）；底比斯的阿蒙，穆特，和他们的孩子孔苏。由于埃及神祇信仰的多样性，像这样的家庭关系是可以改变的。哈托尔（Hathor）可以是任何孩童神祇的照看者，甚至包括代表太阳神的孩子；尽管在某些神话中哈托尔是太阳神的女儿。
其他的神祇靠他们互相关联的角色联系起来；或者是因为他们共同代表了埃及的地方或是埃及神话中的宇宙。比如说，一系列的神就共同代表了埃及一天中的每一个时刻，或是埃及的每一个诺姆（Nome - 省份）。一些组合中神祇的数目就是埃及神话中神圣的数字。成对出现的神祇的角色有时相似，比如说，伊西斯和她的妹妹奈芙蒂斯（Nephtys）的角色都与协助奥西里斯有关。其他的组合中神祇的角色对立，但是宽泛来看却又是相联的概念。拉，动态和光芒之神，和奥西里斯，静态和阴影之神，在每晚都会合体。“三”在埃及代表着纯净，而“四”代表着完整。新王国时期后期的统治者把一些三联神的地位提升很高：阿蒙，拉，普塔赫。这些神祇代表着所有神祇的纯洁性，他们的崇拜中心（底比斯，赫利奥波利斯的主要城市），和埃及神祇信仰中许多非常重要的成三出现的概念。
“九”，三和三的乘积，被认为“多”的表现。所以埃及人会把几个庞大的神祇组合叫做“九柱神（enneads）”，即使这个组合的成员超过了九个。最出名的九柱神就是赫利奥波利斯的九柱神，这是从阿蒙延续下来的神祇家庭，包含许多重要的神祇。“九柱神”也可以指所有埃及神祇。
神祇之间也存在模糊且可变的阶级关系。在宇宙中作用更大的或者比其他神祇资历更老，地位可能就会更高。阶级顶层是被称作“主神（king of gods）”的神祇，通常都被定义为创造神。在埃及历史的不同时期，主神的位置不断更迭；在早王朝时期，荷鲁斯是最重要的神祇，拉则在旧王国时期早期崛起，阿蒙则是在新王国时期，托勒密时期和罗马时期达到顶峰，伊西斯则是诸神的皇后与创造女神。新的重要神祇倾向于从他们的前任继承角色。伊西斯在崛起期间吸收了许多女神的角色，当阿蒙崛起时，她混合了拉作为太阳神的角色。

### 表现形式与组合
神祇有多种表现形式。埃及人对人类的灵魂有复杂的概念，灵魂有许多部分。神的灵魂也由相同的元素组成。这个元素就是“巴（ba）”。神力的表现都可以称作巴；太阳就是拉的巴。对神祇的描述被称作“卡”，神祇的另一个组成元素，也就是“巴”栖息的地方。宗教图像中的神祇，表示神祇的动物，就是让神祇的“巴”寄宿其中的一种“卡”。神在出生时会获得很多“卡”和“巴”，所以有时神祇的不同名字就代表着神祇的不同侧面。所有的存在都是创造神阿图姆的一个“卡”，因为阿图姆就是万物。同时，一个神祇可以是另一个神祇的的“巴”，也就是说一个神祇是另一个神祇的神力的表现。神祇的身体部分也可以是单独的神祇。就像是拉之眼，阿图姆之手。这些神祇充满着生命能量，所以他们的身体能转化成各种动物。人类从创造神的眼泪中诞生，其他神祇从汗水中诞生。

### 传统宗教中神祇的整体性
研究者已经长期争论传统埃及宗教是否指名埃及的众多神祇其实在更深层次上是统一的。引发争论的原因之一是宗教信仰的合并（syncretism），所有单独的神祇可能最终会融合成一位神祇。并且，埃及文献确实有赋予一个神祇远超他人神力的趋势。另一个原因就是，在埃及的智慧文学（wisdom literature）中，“神”这个词的出现，既不指代某个神祇，也不指代一组神祇。在20世纪早期，E. A. Wallis Budge就相信，虽然埃及平民持多神教信仰，但是书写这些智慧文学的精英阶层则保留了一神论的信仰。他的同事James Henry Breasted却认为，埃及的宗教是泛神论的；太阳神的神力在所有神祇中都有所体现。Hermann Junker则认为，埃及文明最初是多神信仰，随着历史演变发展成了一神信仰。
1971年，Erik Hornung发表了研究以驳回这些观点。首先，在任何一个历史时期，一些神祇，即使是次要的神祇的神力都被描写为远超他人。其次，智慧文学中的“神”一词仅仅是一个普通的词汇，指代的对象取决于阅读者的信仰对象。尽管神祇的组合，表现形式，画像一直在变，但是他们的数量，形式始终是有限的，从来没有演变成一神或泛神论。单一主神论更能描述埃及埃及的信仰。一个埃及人在某一段时间能够信仰任何一位神祇，并且赋予这位神祇无限的神力，而并不用否认其他神祇或者把他们融合成一个神。
Hornhug的管带你极大影响了埃及宗教学者，但是极大多数仍然觉得在某段时间神祇是高度统一的。Jan Assmann就是例子之一；在新王国时期，自从将阿蒙-拉当作最重要的太阳神开始，一神的概念缓慢地发展起来。在他看来，阿托恩（Aten）信仰就是这个趋势的高峰；阿托恩信仰将阿托恩当作唯一神并忽略其他神祇。然而，传教士们把这一位神祇用不同的方式描述，和传统多神论共存。唯一神是超脱世界的，同时，其他的神祇则是唯一神的不同侧面。唯一神在最开始的时候可以是阿蒙，新王国后期的主神；然而在埃及历史的剩余时间里，唯一神则可以是很多神祇。James P.Allen说道，一神和多神共存的概念和埃及人的思想很契合，这也符合普通的信徒的思想。

埃及前王朝最初由独立的小村庄组成。 因为许多神灵在后来与特定城镇和地区有着紧密的联系，所以许多学者认为，万神殿的建立使不同社区合并为较大的城邦，对旧的地方神的崇拜也因此传播和混合。 其他人则认为，地区级虽有政治分歧，但前王朝时期最重要的神灵，与古埃及文化的其他元素一样，普遍存在于全国各地。
古埃及宗教形成的最后一步便是埃及统一。上埃及的统治者自立为整个国家的法老王。这些掌握神权的君王及其下属拥有与神灵交流的权力， 王权成为宗教的中心，促进了宗教统一。
这一改变之后各种新神接连出现。一些重要神灵，如伊西斯和阿蒙直到古王国时期（公元前2686-前2181年）之前一直并无已经出现的迹象。 某些地点和概念可以激发人的想象，让人创造出代表它们的神灵， 有时人们也会塑造与已有神灵职能相同而性别相反的男神或女神。 国王被认作是神圣的，虽然只有少数在死后仍被长期崇拜。 一些非王室的人因传说受到神的恩宠，也得到了人们的崇拜。 这种崇拜通常并不长久，但法院的建筑总监伊姆霍特普和海普之子阿孟霍特普在去世后数个世纪都被视为神灵， 情况相同的还有一些其他官员。
通过与附近其它文明的接触，古埃及还吸收了其它宗教中的神灵。 如德顿神（Dedun），这一形象首次出现是在古王国时期，可能来自努比亚，而巴力、阿纳特、阿斯塔蒂等其他神灵则是从新王国时期（公元前1550-前1070年）的迦南宗教吸收而来。 在古希腊与古罗马时期，也就是公元前332年到公元后的最初几个世纪，地中海地区的神灵也在埃及受到崇拜，但古埃及当地的神灵仍然存在，并常常会将这些新神的崇拜者归纳到崇拜旧神的宗教中。

### 在人类世界的活动
虽然古埃及人相信神灵存在于他们周围的世界，但一般来说，人类与神灵只在特殊情况下才相互接触。 在 文学作品中，神灵会以具体的形象在凡人面前显圣，但在现实生活中，古埃及人只能以更加间接的方式与神灵沟通。
传说神灵的巴（精神）会定期离开神的世界，并居住在相应神灵的雕塑或画像中。 这样，神灵便摆脱了不可见的状态，而采用了有形的身体。 对古埃及人来说，神圣的的地点或物品与世隔绝，且通过仪式得到了净化，因此适合神灵居住。 神庙的塑像和浮雕，以及特定的圣兽（如圣牛阿匹斯）就是以这种方式作为人神之间的媒介。 梦境或昏睡则是一种截然不同的与神灵交流的方式。古埃及人认为，在这两种状态中，人们可以接近神灵，有时还能得到神灵的指示。 还有最后一种方式：根据古埃及的来世观念，人的肉体死后，灵魂会进入神的境界。古埃及人因此认为，死后，他们会与神灵同在，并能充分了解他们的神秘本质。

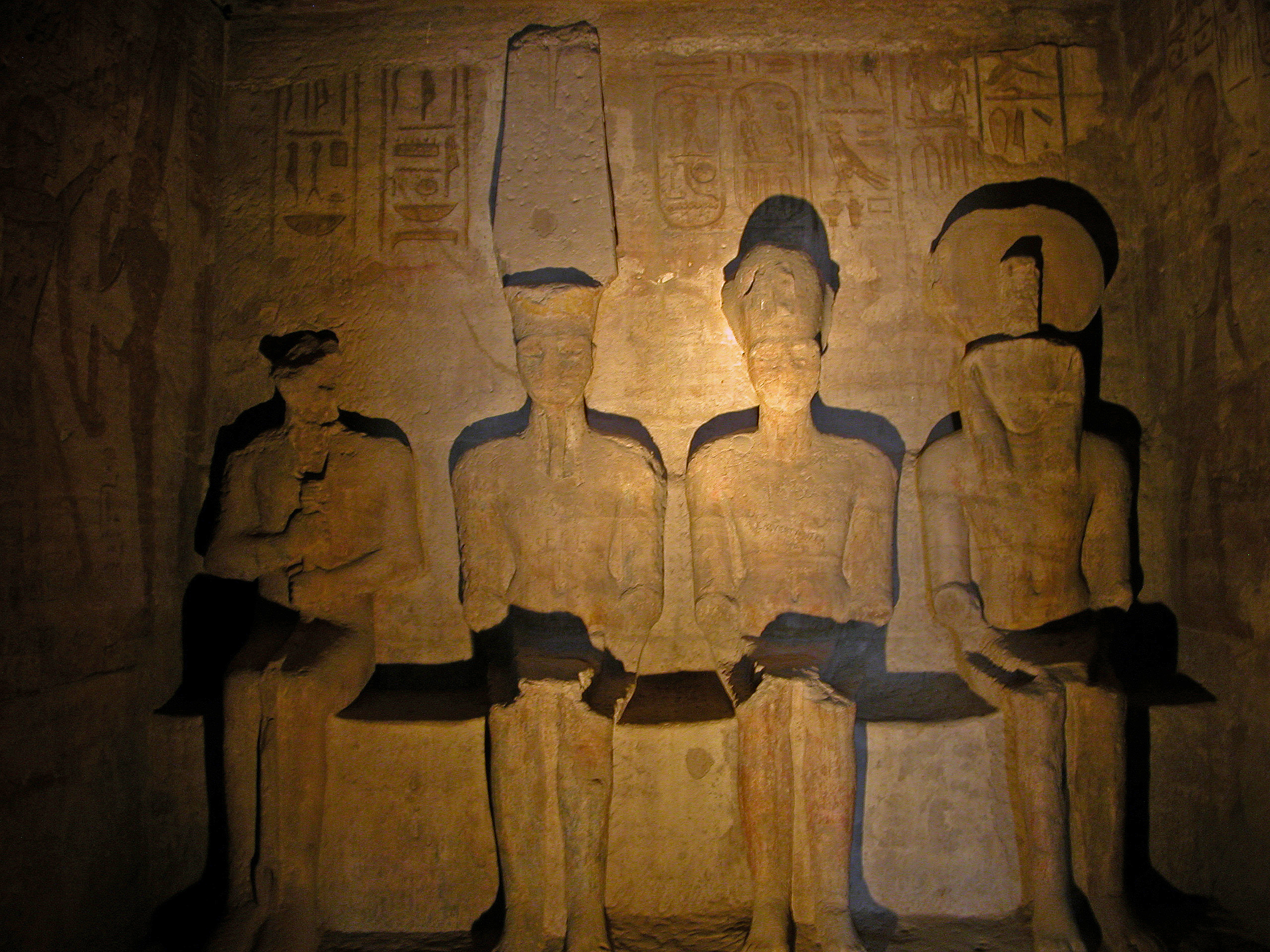
拉美西斯二世(右二)与普塔、阿蒙与拉。在阿布辛拜勒神庙。

神庙是举办国家级祭祀仪式的地方，里面满是神像。神庙中重要的神像是内殿中的祭祀神像。这些雕像通常小于真人大小，并由传说中构成神灵身体的贵重材料制成。 许多神庙都有多个圣殿，每个圣殿放有一尊祭祀神像，表现出一组神灵中的一位（如一家三口之一）。 城市的主神被看作当地的主人，并雇用许多居民作为神灵家中（即神庙中）的仆人。 居住在埃及神庙的各位神灵代表古埃及诸神全体。 尽管一些神灵被供奉在其他神的神庙中，但许多神灵（包括一些重要神灵、小神以及带有敌意的神灵）并没有自己的神庙。
为避免神庙的神圣力量受到外界的玷污，古埃及人将神庙内殿封闭起来，严格限制人员进入。国王和大祭司之外的人因此不得接近祭祀神像。 唯一的例外是节日游行期间，那时神像会被抬出神庙，但仍然装在一个小型神龛里。 人与神灵交流还有更加间接的方法。神庙中多对公众开放的部分常常设有祈祷用的小空间，可以是门廊，也可以是独立建在神殿后部的小礼拜堂。社区能建立并管理本地的小教堂，而一些人家中也有自己的神龛。 尽管凡人与神灵之间有着宽阔的鸿沟，古埃及人并不缺少接近神灵的机会。

### 对凡人的干预
古埃及神灵在影响自然秩序的同时也影响着凡人的生活。 一般来说，只有埃及人能受到这种来自神灵的影响，因为外国人被认为处在神圣秩序之外。 新王国时期，埃及下辖其他国家，于是当时的外国人便同古埃及人一样被纳入了太阳神仁慈的统治之下。
据说，托特作为时间的掌管者，将固定的寿命分配给凡人和神灵。 也有其他的神灵控制凡人的生命，比如，主持出生的梅斯赫奈特与列涅努忒，还有命运的化身莎伊。 因此，对古埃及人来说，命运的概念主要就是时间和死亡方式，虽然在一定程度上这些神灵也管辖人们生活中的其他事件。 许多文字记载都提到了神灵经由凡人的“心（古埃及人认为心是一个人情感和智慧的来源）”影响或启发凡人的决定。此外，神灵们还能够发出命令，指导在位的国王治国和管理神庙。古埃及的道德是基于玛亚特的概念提出的，应用于人类社会时，玛亚特就意味着，每个人都应过遵守秩序、不影响他人福祉的生活。而因为神灵是玛亚特的维护者，所以他们与道德有着紧密的联系。 例如，神灵会在人死后评判他的道义，并且在新王国时期，人们相信，只有被检验为纯洁的人才能进入来世。 然而，总的来说，道德的依据是日常生活中维护玛亚特的实际方式，而不是神灵给出的严格规定。

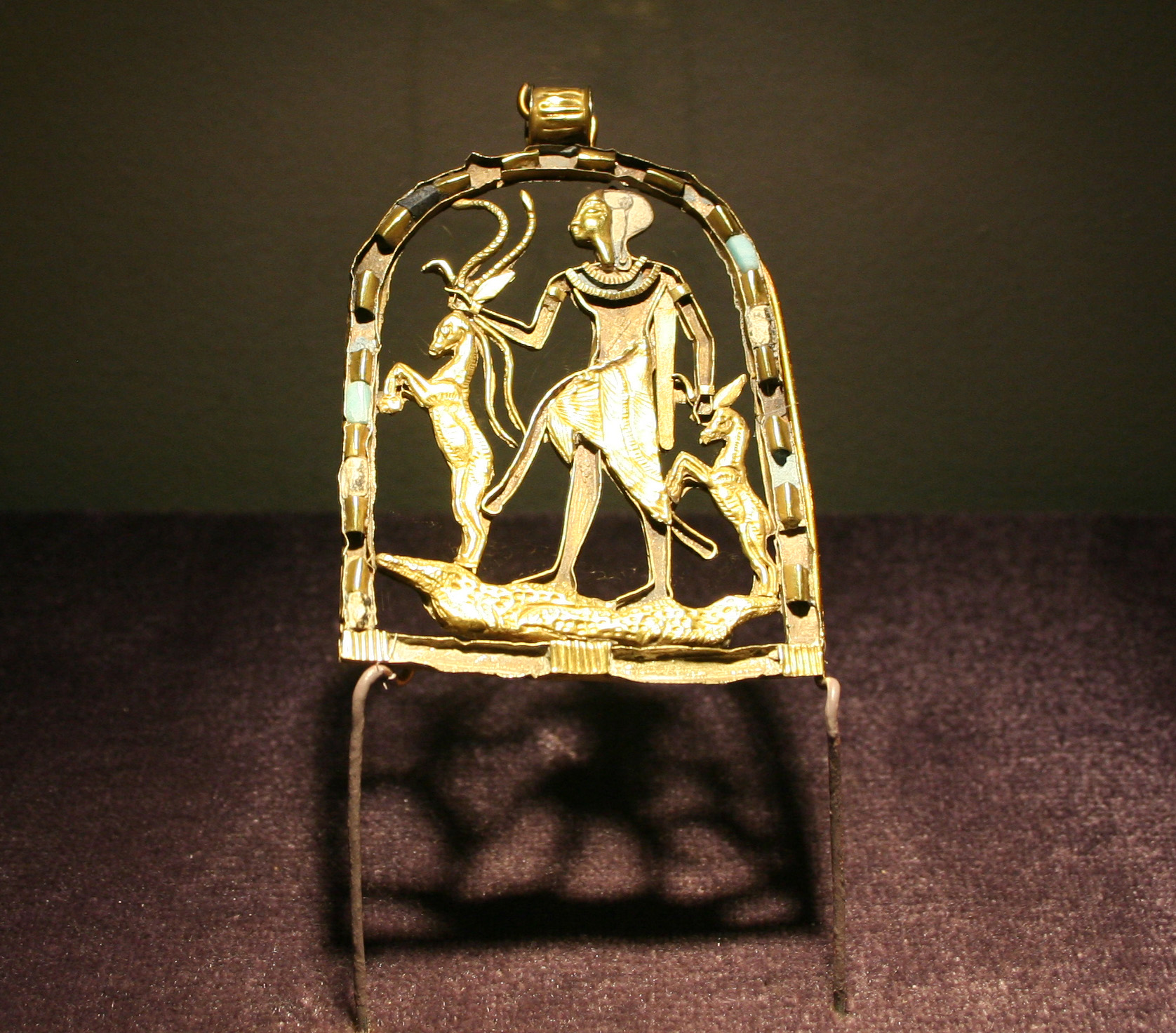
有谢德神形象的护身符

人类拥有自由意志，可以忽略神的指引和玛亚特要求的行为，但这样他们可能招致神的惩罚。 神灵通过使用巴来实行惩罚——巴是神力在人类世界的体现。自然灾害和疾病都被看作是愤怒神灵的巴.相反，神能治好正人君子的疾病，甚至延长其寿命。 以下两种类型的干预最终也被归为神灵的作为: 新王国时期，谢德（Shed）出现，并成为了救难之神， 在古埃及历史的后期，沛比（Petbe）作为驱邪之神出现，为人们惩治罪犯。
古埃及的记载中，对人类遭遇不公是否为神灵的责任存在不同的观点。不幸常常被看作伊斯菲特（isfet）的产物，即混乱，是玛亚特的对立面，因此恶性事件并非神灵所为。一些神于伊斯菲特有着紧密联系，例如赛特，若人们将他认作世界上混乱的始作俑者，便不用指责其他神灵。 一些文献指控神灵造成的人类痛苦，但其他人用神义论在为神灵辩护。从中王国时期开始，几份文献将世上的邪恶与一个神话联系起来：造物神镇压人类反叛，然后撤出地球。由于人类的忤逆，造物神疏远他的造物，因而允许痛苦的存在。新王国时期的著作并没有如此怀疑神灵的公正，而是强调人类与神灵的直接、私人关系和神力对人类各种事件的干预。新王国时期的人们寄希望于具体的神灵，相信这些神灵能在生活中帮助和保护他们。因此，维护玛亚特的目标渐渐不再重要，相比之下，人们更加看重取得神灵的好感以保证生活幸福。即使法老也被认为依赖神助，新王国时期结束后，政府越来越多地受到神谕的影响。

## 腳註